# Convenzione UNIDROIT sui beni culturali rubati o illecitamente esportati
La Convenzione UNIDROIT sui beni culturali rubati o illecitamente esportati concerne il ritorno internazionale dei beni culturali rubati o illecitamente esportati, è stata firmata a Roma il 24 giugno 1995, ratificata dall'Italia con Legge 7 giugno 1999, n. 213 ed è entrata in vigore il 1º luglio 1998.

## Contenuti

### Scopo e natura giuridica
La convenzione è un trattato internazionale multilaterale che rappresenta sia i diritti del legittimo proprietario derubato che i diritti dello Stato dal cui territorio è stato illecitamente esportato un bene culturale: In linea di massima le disposizioni di UNIDROIT sono self-executing; le pretese giuridiche scaturiscono direttamente dalle loro disposizioni senza che esse debbano essere convertite nel diritto nazionale. Essa stabilisce regole standardizzate per la restituzione di beni culturali rubati e il rimpatrio di beni illecitamente esportati e mira all’unificazione delle disposizioni di
natura civile (cap. II) e amministrativa (cap. III) degli Stati contraenti. Le sue disposizioni sostituiscono il diritto materiale vigente fra gli Stati contraenti e quindi, indirettamente, anche le prescrizioni del diritto privato internazionale. 

### Campo d'applicazione
Sotto l'aspetto materiale, la convenzione si applica ai diritti relativi alla restituzione di beni culturali rubati e al rimpatrio di beni illecitamente esportati (art. 1). La definizione di bene culturale all'articolo 2 coincide con quella dell'articolo 1 introduzione della convenzione dell'UNESCO del 1970 sulla circolazione dei beni culturali.
In virtù dell'articolo 1, la convenzione è applicabile unicamente a diritti di tipo internazionale. Sono esclusi, quindi, i diritti puramente nazionali. Le disposizioni si applicano esclusivamente nelle relazioni fra gli Stati contraenti.
Ai sensi dell'articolo 10, la convenzione non ha effetto retroattivo, bensì è applicabile unicamente ex nunc. Essa diventa efficace solo dopo la sua entrata in vigore per lo Stato in questione.

### Provvedimenti e procedure
Stando alla convenzione, esistono diritti materiali sulla restituzione di beni culturali rubati o illecitamente esportati. Le modalità, la cerchia dei potenziali
postulanti nonché la caduta in prescrizione variano a seconda che il bene culturale sia stato rubato o illecitamente esportato.
Secondo l'articolo 3 capoverso 1, un bene culturale rubato in uno Stato contraente e portato in un altro Stato parte della Convenzione va restituito dai possessori. Questo diritto di restituzione è di natura privata.
Secondo il capitolo III, uno Stato contraente può fare richiesta a un altro Stato contraente di ordinare il rimpatrio di beni culturali illecitamente esportati
(art. 5 cpv. 1). Mentre il capitolo II (art. 3 e 4) tutela i diritti di proprietà e di possesso violati mediante strumenti di diritto privato, il capitolo III (art. 5 – 7) tratta dell'imposizione di una domanda di Stato e, quindi, sovrana. La domanda di rimpatrio secondo l'articolo 5 è quindi assoggettata al diritto pubblico.

#### Restituzione di beni culturali rubati (art. 3 e 4)
Questo diritto si orienta contro l'attuale possessore di un bene culturale e spetta al proprietario o all'antico possessore che sostiene di avere un maggior diritto sul bene in questione. Sul luogo in cui è custodito il bene, l'avente diritto può intentare un'azione petitoria (rei vindicatio) oppure un'azione sul diritto di possesso (petitorium). Il diritto è assoggettato a un termine di prescrizione relativo di tre anni (dalla conoscenza del luogo in cui si trova la cosa e del possessore) e a un termine di prescrizione assoluto di 50 anni (dal furto) (art. 3 cpv. 3). Il termine di prescrizione assoluto non ha validità per beni culturali che sono parte integrante di un monumento, di un sito archeologico o di una collezione pubblica (cfr. art. 3 cpv. 7 e 8); in questo caso, oltre al termine di prescrizione relativo di tre anni, vi è imprescrittibilità (art. 3 cpv. 4). Mediante un'apposita dichiarazione, gli Stati contraenti possono però stabilire che tali beni culturali vengano assoggettati a un termine di prescrizione assoluto di 75 anni e oltre (art. 3 cpv. 5).
Il diritto di restituzione è incondizionato, in quanto all'obbligo di restituzione non si può contrapporre la buona fede: quest'ultima conferisce a chi ha l'obbligo della restituzione al massimo il diritto di essere adeguatamente risarcito purché dimostri di aver proceduto con la dovuta accuratezza al momento di acquistare il bene in questione (art. 4 cpv. 1). Alla verifica di tale accuratezza si tiene conto di tutto ciò che è rilevante per l'acquisto, ovvero le parti contraenti, il prezzo d'acquisto, la possibilità di una consultazione in un elenco di beni culturali rubati o di organizzazioni pertinenti.
L'articolo 8 prevede un foro competente non esclusivo, vale a dire che la competenza spetta al tribunale del luogo in cui si trova il bene culturale.

#### Rimpatrio di beni culturali illecitamente esportati (art. 5 - 7)
La convenzione non contiene alcuna definizione del concetto dell'esportazione illecita. L'articolo 1 lettera b rimanda al riguardo al diritto del Paese d'origine. Fanno però testo unicamente norme giuridiche che regolano l'esportazione di beni culturali allo scopo di proteggere il patrimonio culturale e non, quindi, le norme doganali. Secondo l'articolo 5 capoverso 2, un bene culturale originariamente esportato in modo legittimo, ad esempio per una mostra, viene considerato illecitamente esportato se non viene restituito entro i termini pattuiti.
Un rimpatrio in virtù del capitolo III può essere chiesto solo se lo Stato richiedente è in grado di provare che l'allontanamento del bene culturale nuoce agli interessi scientifici e culturali oppure se dimostra che il bene in questione è di particolare importanza dal profilo culturale (art. 5 cpv. 3).
Le opere di artisti viventi o deceduti fino a 50 anni dalla loro morte non sono prese in considerazione (art. 7 cpv. 1 lett. b). Un'eccezione a questa regola è costituita unicamente dai beni culturali destinati all'uso tradizionale o rituale da parte di una comunità indigena o tribale (art. 7 cpv. 2).
Il diritto alla restituzione spetta allo Stato contraente richiedente, si rivolge ai tribunali o alle autorità dello Stato richiesto e conduce in quest'ultimo Paese a una procedura di aiuto internazionale volto all’esecuzione del diritto: Nell'ambito di tale procedura d'assistenza legale, l'autorità competente dello Stato a cui è stata inoltrata la richiesta deve intentare contro l'attuale possessore del bene culturale controverso una procedura di rimpatrio di tale bene nello Stato richiedente. Questa procedura si occupa unicamente della permanenza sotto il profilo geografico del bene culturale in questione e non della questione relativa al migliore diritto di possesso o di proprietà. La Convenzione non fa menzione dei diritti di proprietà sul bene culturale. Per la valutazione materiale dei limiti di restituzione, l'autorità competente dello Stato richiedente deve attenersi unicamente ai criteri previsti agli articoli 5–7.
La rivendicazione di rimpatrio è assoggettata al termine di prescrizione relativo di tre anni e assoluto di cinquant'anni (art. 5 cpv. 5).
Il possessore in buona fede di beni culturali di cui è stato ordinato il rimpatrio ha diritto a un risarcimento adeguato che dovrà essere corrisposto dallo Stato richiedente (art. 6.